# Solvay
Solvay és una població dels Estats Units a l'estat de Nova York. Segons el cens del 2000 tenia 6.423 habitants.

## Demografia
Segons el cens del 2000, Solvay tenia 6.844 habitants, 3.030 habitatges, i 1.766 famílies. La densitat de població era de 1.611,5 habitants per km².
Dels 3.030 habitatges en un 26,8% hi vivien nens de menys de 18 anys, en un 39,4% hi vivien parelles casades, en un 14,4% dones solteres, i en un 41,7% no eren unitats familiars. En el 35,9% dels habitatges hi vivien persones soles el 16,1% de les quals corresponia a persones de 65 anys o més que vivien soles. El nombre mitjà de persones vivint en cada habitatge era de 2,26 i el nombre mitjà de persones que vivien en cada família era de 2,94.
Per edats la població es repartia de la següent manera: un 23,3% tenia menys de 18 anys, un 8,5% entre 18 i 24, un 27,7% entre 25 i 44, un 20,6% de 45 a 60 i un 20% 65 anys o més.
L'edat mediana era de 38 anys. Per cada 100 dones de 18 o més anys hi havia 82,5 homes.
La renda mediana per habitatge era de 34.084 $ i la renda mediana per família de 40.057 $. Els homes tenien una renda mediana de 34.045 $ mentre que les dones 23.822 $. La renda per capita de la població era de 19.441 $. Entorn del 10,6% de les famílies i el 12% de la població estaven per davall del llindar de pobresa.